# تشيب سيلفرمان
تشيب سيلفرمان (بالإنجليزية: Chip Silverman)‏ هو لاعب اللاكروس أمريكي، ولد في 3 يونيو 1942 في بالتيمور في الولايات المتحدة، وتوفي في 6 مارس 2008.

## وصلات خارجية
- تشيب سيلفرمان على موقع IMDb (الإنجليزية)
- تشيب سيلفرمان على موقع قاعدة بيانات الفيلم (الإنجليزية)